# Primera liga (damer)
Primera liga är den högsta ligan i volleyboll för damer i Uruguay. Ligan organiseras av Federación Uruguaya de Voleibol.

## Resultat per säsong
| Säsong                          | Podium               | Podium             | Podium             |
| Mästare                         | Tvåa                 | Trea               |                    |
| ------------------------------- | -------------------- | ------------------ | ------------------ |
| 2021 mer information            | CA Olimpia           | CSyD Juan Ferreira | CA Bohemios        |
| 2022 (Apertura) mer information | CA Olimpia           | CA Bohemios        | Club Náutico       |
| 2022 (Clausura) mer information | Club Banco República | CA Olimpia         | CSyD Juan Ferreira |